# Apeadeiro de Dafundo
O Apeadeiro de Dafundo, originalmente denominado de Dáfundo, foi uma interface ferroviária da Linha de Cascais, que servia a localidade de Dafundo, no município de Oeiras, em Portugal.

## História

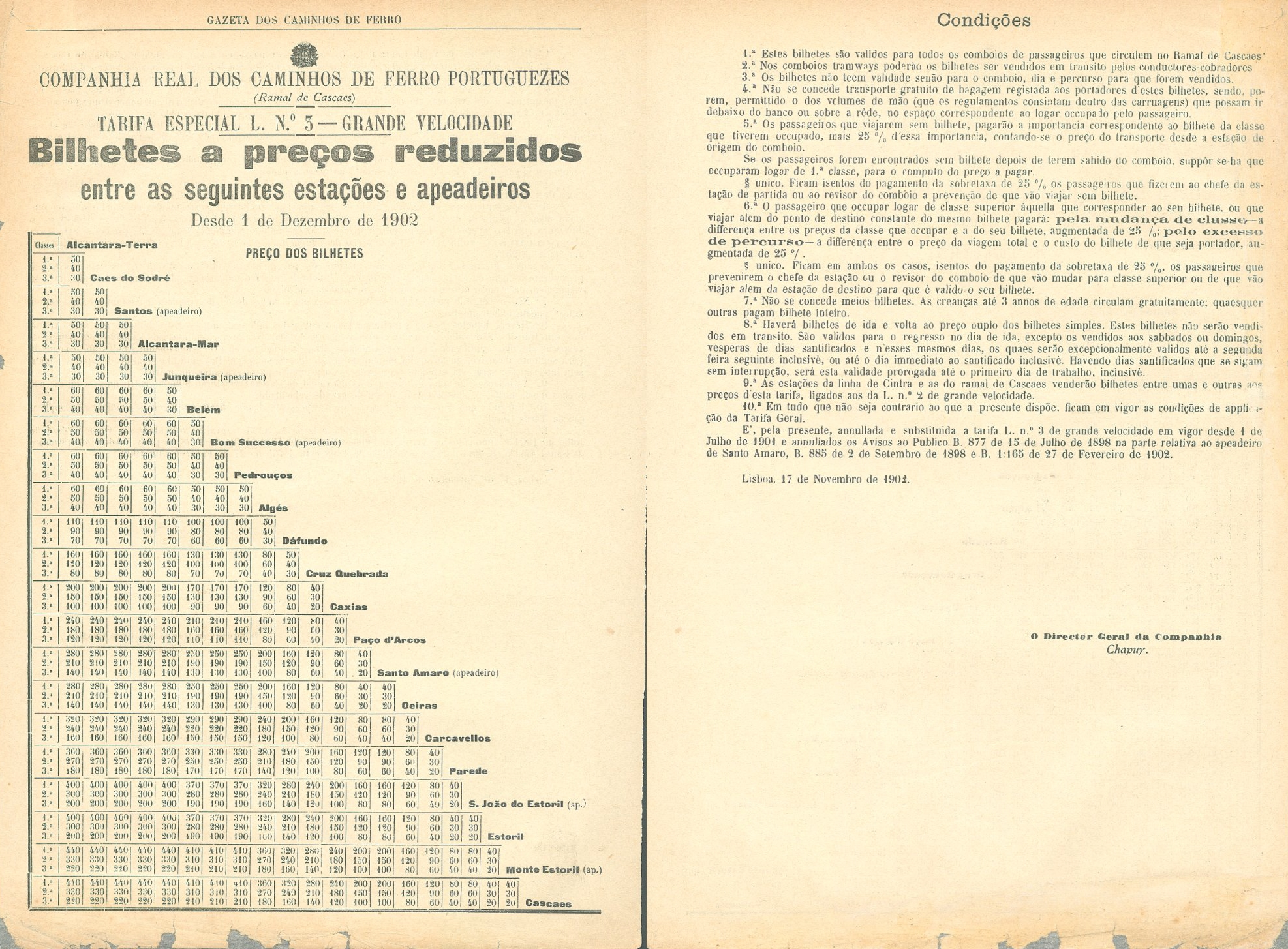
Anúncio de 1902 da Companhia Real, mostrando a Tarifa Especial n.º 3, para bilhetes a preços especiais na Linha de Cascais. Esta gare aparece com a categoria de estação, e o nome de Dáfundo.

Este apeadeiro situava-se no troço entre Pedrouços e Alcântara-Mar da Linha de Cascais, que foi inaugurado em 6 de Dezembro de 1890.
Nos primeiros anos da Linha de Cascais, a Ponte Ferroviária do Jamor foi danificada por um temporal, interrompendo a circulação entre a Estação de Cruz Quebrada e o Apeadeiro de Dafundo. Desta forma, o lanço entre Cruz Quebrada e Cascais ficou sem ligação à restante rede ferroviária, apenas com duas locomotivas para todo o serviço, pelo que uma locomotiva teve de ser transportava por via rodoviária entre o Dafundo e a Cruz Quebrada, operação que foi muito difícil e demorada. Enquanto a ponte esteve interrompida, a Companhia Real dos Caminhos de Ferro Portugueses instalou uma ponte de madeira sobre o Jamor, para o transbordo dos passageiros e bagagens.
Em 7 de Agosto de 1918, a Linha de Cascais foi subarrendada à Sociedade Estoril.
Em 1933, a Sociedade Estoril, realizou obras de reparação no edifício deste apeadeiro.
Em 1 de Junho de 1940, a Gazeta dos Caminhos de Ferro anunciou que os comboios iriam deixar de parar no apeadeiro de Dáfundo, uma vez que já tinha sido extinto por uma ordem de serviço da Sociedade Estoril.
Em 13 de Dezembro de 1976, terminou o contracto com a Sociedade Estoril para a exploração da Linha de Cascais.